# Heliconius radiosus
Heliconius radiosus är en fjärilsart som beskrevs av Butler 1873. Heliconius radiosus ingår i släktet Heliconius och familjen praktfjärilar. Inga underarter finns listade i Catalogue of Life.